# 光の大社員
『光の大社員』（ひかりのだいしゃいん）は、ÖYSTERによる四コマ漫画作品。掲載誌は「まんがタウン」。

## 概要
玩具メーカー「アルクメ」を舞台に、「たくさんの社員の中において、ひときわ大きく輝く社員」即ち大社員を志す輝戸光の奮闘記。まんがタウン2005年12月号から2006年2月号まで3号連続ゲストとして登場し、人気が出たため同年3月号から完全連載になった。
各話の扉や単行本表紙には、作品名に合わせて“Shine of Shines”と表記されている。
週刊SPA!2011年5月3日・10日合併号の書評では「日本のサラリーマン4コマの正統な系譜に位置づけられる王道的作品」「ボケとボケの連鎖爆発がハイテンションで繰り返される」と紹介され、「たぶん今いちばん面白いサラリーマン4コマだ」と書かれている。

## 作風
作者の他の作品同様、効果線を多用したテンションの高いネタ運びが特徴。ネタによっては1コマ目から4コマ目まで全てに効果線が入るケースもある。話数の単位は作品名にちなんだshine。「shine 001」「shine 002」のようにカウントされ、最終的に「shine 100」になる。ただし実質は95話で、「shine 96」以降は駆け足に挿入され、「shine 100」は第五巻単行本のカバーを外した表紙に描かれている。
また展開に幾つかの「お約束」が存在するほか、各話に収録されるネタの順番はある程度決まっており、以下の例に沿う事が多い。
- 扉イラストのメインは各登場人物のカットだが、映画、ゲーム（特にファミコン等レトロゲーム）のパロディがたまに使われている。
- 1本目のネタは主人公、輝戸が「この輝戸光!!　社員の中において、最も光り輝く大社員となってみせるぞ!!」と、様々なシチュエーションで叫ぶ（或いは書く）もの。この台詞は「巨人の星」の台詞「巨人軍の中においてひときわ光り輝く星となる」という表現のパクリであると、第3巻カバー下で作者自身が明かしている。
- 宮代開発部主任に拠る新製品ネタが必ず1本以上あり、2本目に収録される事が多い。
- 最後は伊達の一人暮らしネタ（shine 001を除く）。
- 石原副部長の哀愁ネタは、shine 021以降伊達のネタの直前にほぼ固定されている。
- 単行本2巻（shine 022）以降は忍者係長ネタ2本、社長とちはるさんネタ2本が連続する形がほぼ固定。単行本3巻（shine 042）からは、忍者係長ネタ1本が「忍者OLすずなさん」と置き換えられている（shine 043を除く）。単行本第4巻のshine 070からはヘンリーさんネタが、shine 074からはアルクメンネタが必ず入るようになっている。
- ネタごとのタイトルは「○○する輝戸光」のように、人名と修飾のみのシンプルな形態を取っている。また「宮代開発部主任」「忍者係長」「忍者OLすずなさん」はそのままである事が多い。1本完結のネタでは「ビールビールビール」「ケーキケーキケーキ」のように単純な単語を3回繰り返すケースが多い。

## 主な登場人物
輝戸光（きど ひかり）
shine 001から登場。
「たくさんの社員の中において、ひときわ大きく輝く社員」を志す主人公。1日1回このセリフを叫ばないと気が済まないと言う信念を持っており、毎号1本目のネタで叫ぶのが本作の恒例になっている。一人称は「俺」。背広とズボンの色はオレンジで、ネクタイは中くらいに輝きを模した柄のものを着けている。
感情表現の激しい行動派であり、shine 001にてブラインドタッチの意味を「目隠ししてキーを打つ」ものと間違えつつもマスターしてしまうなど、勢いが良い。
アルクメにはおもちゃ会社だと知らずに入社している。彼が考えたおもちゃには石の魅力を数値化した「イシキング」というカードゲームがあるが、「石がおもしろいかどうか」の認識の差ゆえ、たまきには理解されなかった。また、社長とは気の合う遊び仲間ではあるが、秘書のちはるには社長共々叱られる事が多い。
他にも駄洒落は好きだが場が駄洒落の雰囲気で流れてしまうのは嫌い、グチが嫌いなどの信条を持っている。
手先が器用らしく後述の携帯式ブラインドの作成を行い、会社のボランティアで「おもちゃの病院」を行った際には大量の玩具を手際良く直した。
大社員になる前にすずなが結婚した事に多少ショックを受け、『せめてたまきさんが結婚するより先に』と発言してたまきから怒られている。
なお作者は、性格の設定は同誌で連載されている『かりあげクン』の逆を意識しており、苗字の由来は「kid＝若造」であることを単行本2巻にて明かしている。
伊達勲（だて いさお）
shine 001から登場。
輝戸の同期。ライバルにして良き同僚。キザな素振りでクールを気取っており、たまきの気を引くために脈絡無く花束を差し出すような行動をするが、実際はドジで子供っぽく、またかなりの貧乏性である。一人称は「ボク」。髪の色は白で後ろ髪だけは黒っぽい青色。服装は背広とズボンは白だが、カッターは濃い紺色を着ている。
たまきにチョコ菓子の最後の1個を取られては驚愕したり、不敵な様子で社長に宣戦布告しながらも腕時計をちらちら見て終電を気にしたり、颯爽とタクシーに乗り込むも料金メーターを頻繁に確認したり、家ではいつもジャージ（冬は更に半纏）だったりと、小市民な性質を隠せないエピソードが多い。目標は「無洗米といえども一回はすすぐ事」。他にも、説明書を見なくても作れるほどカラーボックスの組み立てに手慣れている、1000mlだと思っていたペットボトル飲料が900mlであることにやり場の無い憤りを感じるなど性格を示すエピソードには事欠かず、shine 002以降ラストのネタは彼の庶民生活的な話になっている。また一人暮らしの男性らしく、独り言がやたらと多い。細かい性格の為、仕事も細かい。そのため輝戸よりずっと有能らしい。
具体的な地域は不明だが、高いビルが珍しい程度には地方の出身の模様。
オフには秘書のちはると同じジムに通い汗を流している。
輝戸同様、おもちゃ会社とは知らずにアルクメに入社している。また主人公のライバルと言う立ち位置ではあるが、会社帰りに2人で屋台に行くなど、仲の良い友達の関係になってしまっている。
第3巻のあとがきとカバー下にて、「巨人の星」のキャラクターである「花形満」がモデルである事を作者自身が明かしている。
石原副部長（いしはらふくぶちょう）
shine 001から登場。
おもちゃ会社「アルクメ」の副部長。一人称は「私」。50歳前後。
家族思いの部下思いではあるが、管理職の中年男性なりの哀愁を色濃く見せている。その家族の描写は少ないが、子供が二人いる事と、（少なくとも本人の視点からは）自信を持って円満と言えない様子が示唆されている。ただし、キャラクター紹介では「家族のためなら死んでもいいと誓っている」と記述されている。
“副”部長に掛けたダジャレネタを自発にしろ強制にしろやっており、フックが得意だという誤解のみでボクシングをさせられた事もある。
社内でただ1人の「ブラインドを指でカシャッとやって外を見るのが好きな者」で、輝戸が製作したノートパソコン大の携帯用ブラインドを持っている。
デスクに置いている石原副部長のネームプレートは「副」の字が脱着可能で、本人の意識に於いても時々「部長」っぽくなってしまう時がある。そのため引き出しに「安全に副部長していただくために」という説明書を入れている。また、「ポセイドン時無呼吸症候群」（映画の主人公が水中にもぐるシーンで一緒になって息を止めてしまう架空の症状）である。
大学時代はラグビー部に所属していたが、その時も副部長であった。
たまきさん
shine 001から登場。
輝戸、伊達の先輩であるOLでフルネームは不明。いつも笑顔だが、仕事上失敗をした社員や宮代開発部主任や石原副部長には厳しい。また伊達から好意を寄せられているものの、過去のデートの誘いは1度しか受けていない。
裁縫が苦手で、ボタン付けさえ全く出来ない。その事も含めあまり器用ではないらしく、方法の説明をあえてされなかったとはいえ、飛行機に変形させるロボットをばらばらに分解した事まである。
輝戸達とは年齢が離れている（輝戸の2歳年上）が、プールではしゃいで監視員に保護者を呼ばれるなど、幼く見られやすい。その割には「年齢不詳」(石原さえ知らない)で、彼女の年齢や結婚について触れることがタブー視されていた節さえあった。
またアルクメの企画につきものの「イベント時のコスプレ」には積極的で、過去にナース、サンタ、車掌、ハロウィンの魔女などの衣装を着た経験があり、そこそこ人気。
血統書つきと騙されてデブ猫を買わされているが、おもちゃや餌を与えているシーンが多く、可愛がっている模様。
ネコ
shine 024から登場。
たまきさんに飼われているデブ猫。おもちゃに敏感で大食いであり、押入れの段ボールや炊飯器の中など様々なところに居つく。興奮すると「ニャッホウ！」と鳴く。
「一応血統書付き」ということだが、その血統書は猫の進化を表したものであった。
社長（しゃちょう）
shine 002から登場。
「アルクメ」の社長。「一時若かった頃の自分に戻れる」ゆえ輝戸とはよく一緒に遊んでいる。但し「若かった」のレベルは小学校3年生程度。
社長とは思えない発言や行為を平素から繰り返しており、シュレッダーでうどんを作りたがる、運搬用車両を無断借用、お茶を入れた精巧な水鉄砲を拳銃自殺の如く口にくわえるなどしては、秘書のちはるに怒られている。
毎話ごと、初めてちはるを呼ぶ際は必ず「秘書のちはる君！」と役職名付きで呼ぶ。
家庭では娘との二人暮らしらしいが、愛人発言でちはるさんに「奥様に言いつけますよー？」と言われている事から、別段離婚や死別などはしていない様子。なお第100話「大反省会」で「男爵校長」のアリカと見られる娘と並んで喫茶店をやっている姿が描かれている。
パソコン関係には疎いらしく、マウスをじっくり見たこともなかったばかりか、自社のホームページの存在すら「あるのか」とちはるさんに聞くほどだった。この際、一瞬でホームページを出してみせたちはるさんに「敏腕秘書」と驚愕している。
宮代開発部主任（みやだいかいはつぶしゅにん）
shine 002から登場。
「アルクメ」の開発部主任。常に白衣着用で、おもちゃの設計や新商品のプレゼンテーションを担当している。
初期はいつも無精髭や目の下のくまをこしらえていたが、shine 008以降は標準程度に清潔な外見になった。
多くの新商品を開発しているが、その発想の幅は節操が無い程に広く、「熱湯で色が変化する浴用玩具」と言う使い物にならないおもちゃから、莫大な開発費を掛けて自然な会話を可能にした高性能なおもちゃの電話まで様々。
同課に配属された越前コンバッ太のTPOをわきまえない行動に、「よせよ」とたしなめる事が多い。
初登場から約6年間独身だったが、連載の途中で結婚。新婚の悩みは「奥さんの料理が美味いので店の料理を美味しく感じない」と言う惚気めいたもので、石原副部長をスネさせている。
ちはるさん
shine 005から登場。
社長秘書。フルネームは不明で登場人物の中では一番の常識人であり、マジメな性格。おふざけが嫌いなため、子供のような言動をする社長と輝戸を叱るシーンが多い。
マジメすぎるきらいがあり、将棋のルールを知らず1手目で歩兵を相手の王にぶつけてみたり、自社が開発したゲームの説明書を読むにも当惑した表情を見せたりする。しかし一方で若い女性なりの茶目っ気もあり、社長が席を外した際、社長椅子に試し座りするシーンもあった。
おもちゃ会社で社長秘書をしているにもかかわらず、ゲームはあまりやらず、特撮ヒーローや変形ロボットの区別もあまりつかない。ただ、ひとたび勉強をすれば驚異的な速度で旧来からのファンの感覚を掴めるまでになる。
パソコンに向かって座りっぱなしの事務作業が多いため、社長に身体を気遣われるシーンもあるが、オフではジムに通うなど健康管理に気を遣っている様子が見られる。ジムには伊達も通っているが、伊達の奇行を目の当たりにして他人のふりをしている。
越前コンバッ太（えちぜん こんばった）
shine 013から登場。
軍服に身を包み、返事は敬礼と共に「イエス・サー！」、会社に尽くす意味で「お国のために」と叫ぶなど口調・行動が軍人そのものだが、業務上の失敗に際しての諦めは非常に早い。
研修生として登場したが、026にて正社員となり開発部に配属された。
元ネタはエコールソフトウェアのセガサターン専用ソフト「デスクリムゾン」の主人公、「コンバット越前」とみられる。
ちなみに、カラオケではサザンオールスターズの歌が得意で、参加していた女子メンバーから似ていると言われていた。
忍者係長（にんじゃかかりちょう）
shine 020から登場。
スーツ姿に鉢金と忍者頭巾で顔を大きく覆い、手裏剣柄のネクタイを着用する輝戸達の上司。驚嘆、狼狽、発見、全て「ぬううッ！」という言葉で表しており、その表情がオチそのものを担当する場合もある。基本的には常時瞑った様な目をしているが、オチ的発言をする時や驚いた時は目を開くという特徴がある。また、ジンジャーエールが好物で酒やお茶等を飲むシーンが多々あるが、口を覆う忍者頭巾を下げているシーンは全話を通して一切ない。
他にも、巻物型のUSBﾒﾓﾘｰ等、色々と忍者グッズを収集して使用している。
社内アンケート「上司にしたい忍者」第9位。
shine 041から登場したすずなに対しては自分以上の忍者マニアとして、若干引いているが嫌いではない。
shine 093にて遂にすずなの半ば強引な押しによって陥落、shine 097（最終話）にてすずなさんと結婚する扉絵が描かれているが、その時も忍者頭巾はそのままであった。
shine 047にて自社商品「忍者城 脱出ゲーム」のCMに出演しており、社内でもそれなりの評価を受けている様子。
すずなさん
shine 041から登場。
首から下はOLのいでたちだが、顔の下半分を布で覆い、首に長いスカーフを常時巻いているポニーテールの忍者OL。忍者係長を一方的にライバル視しているが、忍者マニア度で彼女のほうが上なために引かれている描写がある。また、事ある毎に忍者係長へつっかかっているため、輝戸たちから「ニンデレ」と称された。
忍者として何かしているというわけではないが、忍者装束を「忍者しょうじょく」と言い間違えたり、大きな蛙に驚いて逃げ出したり、忍者係長を木に登って待ち伏せたのに木から降りれなかったりとかなりお茶目な部分もある。
忍者係長と違い、扉絵や話の中で顔布を取る事は普通にあり、たまに普通のスーツも着ている。
たまき達とプールに行った際、手裏剣型浮き輪を忍者係長に投げて、また水を吸ったスカーフとマスクのために忍者であるにかかわらず、むしろ忍者がらみの理由によって溺れかけたことがある。
一度、忍者係長に婚姻届にサインするように迫った事から、ライバルというのは建前で、実際には好意を寄せている模様。
好意については別部署の友人の巧みな誘導尋問で白状し、たまきさんやサトリのアドバイスで告白（半ば脅迫）する事となる。
スカーフが長い事を指摘され、忍者係長と同じ短い物に変更したが、スッチーと言われた為、次回から元に戻っている。
社内アンケート「上司にしたい忍者」第8位。いつも怒ったような表情だが、この時は満面の笑みを見せた。
shine 093で婚約指輪を貰ったが、手裏剣が刺さったようなデザインで多少危険。
shine 097（最終話）にて忍者係長と遂に結婚する事になり、ウェディングドレスを試着していた。
結婚し同棲を始めたら忍者グッズは飾らないようにすると、忍者係長と決めている（喧嘩した際投げると危険な為）。
ヘンリーさん
shine 070から登場。
アルゼンチン人のサラリーマン。日本の商社で働いているらしく、アルクメとの取引で輝戸と知り合う事になる。
外見は鷲鼻の白人男性だが日本には「もう10年ちょっと」住んでいるとセリフがある通り、日本人っぽい嗜好、思考をしている。そのことから外見とのギャップで輝戸を笑わせている。
「納豆も大好きだが最強は生卵と醤油」「アルゼンチンに戻っても醤油は持参」「好きな日本食はスキヤキ、トンカツ、ショウガヤキ･･･を口に入れた後にグイグイ押し込む白い飯」等日本人と大差ない味覚をしているのがよくネタになっている。
アルクメン
shine074から登場。
マッチョでタイツ＆マントという外見のアルクメのイメージキャラクター。登場人物紹介には「正義の味方」とあるが、別段正義を守ったりはしていない様子。しかし悪事を働いているわけではない。
序盤ではアルクメ社の販促をしていたが、副部長や宮代と飲み屋やカラオケショップで駄弁ったり、子供たちから町に住む奇人など訳のわからない現象を報告されたりするのが定番になりつつある。
マスクの目の部分がアルクメのロゴマークになっているが、ベルトのＡマーク共々マジックテープで剥がれる仕様で、剥している状態ではアルクメンではなく、ただの一般人として振る舞っている。
マントは紐を引くことで巻き取られる。これは飲食店のカウンター席など、後ろが通路の椅子に座ると踏まれてしまうため。
サトリが弱点を調べようと心を読んでいたが、大抵は碌でもない事やどうでもいいことばかりであった。
作者の別作品・超可動ガールズでラーメンにうるさいことが判明。
サトリ
shine086から登場。
毛むくじゃらの身体に爬虫類系の手足、蝙蝠のような羽根を持つ怪人（バケルくんのサトリがモチーフとの事）。人の心が読めるのが特長だが、概ねどうでも良い事を読んでしまい混乱してしまう。
最初はアルクメンの敵役として登場していたが、戦うよりも一緒に飲みや食事に行く方が多い。飲みに行くと酔った石原副部長によく絡まれる。
一応、名前の由来は妖怪のサトリからである。

## 時折出演する登場人物
鈴木さん（すずき）
shine 001から不定期で登場。
「アルクメ」社内に三人いる。
鈴木さん
眼鏡をかけていて、ハゲている。いつももう一方の鈴木さんと争っている。
鈴木さん
髪はふさふさで、顔が長い。他の会社に出張した際にも複数の鈴木と遭遇した。
鈴木くん
shine 003からの新人のため、鈴木くんと呼ばれる。髪は茶髪で、そばかすがある。登場2回目でさっさと他の鈴木さんに馴染み、外国人派遣社員ピーター・K・スズキに対し3人で同時にツッコミを入れた。

正太君（しょうたくん）
shine 004から不定期で登場。
輝戸から見て近所に住む少年。数人の友達と共に外で遊ぶ健康的な子供。
スモ岡さん（すもおか）
shine 009から012までと078に登場。
アルクメ社内唯一の喫煙者。
山口六平太よろしくタバコを点火させたまま口に含むかくし芸を持っている。
連載初期に連続で登場したあとはぷつりと出番が途絶え、078で久しぶりに現れたが、喫煙者ゆえの肩身の狭さから、体躯そのものがタバコと比較対象になるほど小さくなっていた。
社員食堂のおばさん
shine 016から不定期で登場。
食券販売機を改造し、副部長の昼食に混乱を招きいれる。
田村君（たむらくん）
shine 034、038に登場した、輝戸の大学時代の同級生。組員同士が互いに信用しあう「信用組合」に勤めたり、駅が近いと言われ線路脇に引っ越してしまったりと、報われない性格。
作者が4コマ漫画を掲載していた「オンラインゲーム すごい攻略やってます。」誌上にも出演しており、その際は一般的な住居に住んでいる上、奥さんも登場している。但しネタの内容は勿論、上司に「がんばれゴエモン」を元にした理不尽な励ましを受けて困惑するという、釈然としないものになっている（単行本では「男爵校長DS」2巻に収録）。
マジシャン（さん）
shine 044、045に登場。ファミレスで輝戸と伊達にナプキンを使った変なマジックを見せる。

## 「アルクメ」
輝戸たちが働いているおもちゃ会社で、会社のロゴは社名の通り「足のある芽が歩いている」さま。キャッチコピーは輝戸入社時が「世界の子供のお友達」、後に「君と見る夢歩く夢。」。
取り扱う商品は幅広く、知育玩具のブロックや粘土、ままごと人形など低年齢向けのものから、テレビゲームソフトやスマートフォンのゲームアプリ、特撮のロボットやアニメのぬいぐるみなどのグッズも。逆に自社製品を元にしたアニメも存在する。
社名は社長による命名で、「芽（＝子供）が芽生えるにとどまらず、歩き出してしまうほどの活発さをイメージした」ということだが、「私が思いついたにしてはずいぶん気が利いていると思っていた」と語り、謝罪しながら「あるくめ マザー 検索」と書かれたフリップを出しており、元ネタが存在することを失念したまま社名に使ってしまったことが示唆されている。
「利益に主題をおかず、ひとつひとつ良いものを」と言う目標があるが、ひとつの商品にこだわりを重ねるその理念のせいなのか輝戸曰く「実はロクな物が無い」らしく、イメージキャラクターとして広報に関わるアルクメンまで「変なものが多い」と宣言してしまっている。
社長が「世界的な不況の原因は自社にはないのか」と洩らした時には、ちはるさんに「たかがこのキボの会社」と一笑に付されている。しかし、ヘリポート付きの自社ビルである事、海外にも営業所がある事、輝戸と伊達が子供だった頃もアルクメのおもちゃで遊んでいた事などから、世界経済に深刻な影響を与えるレベルではないにせよ、そこそこに規模の大きい、また歴史のある会社と考えられる。
住所を推測できる描写は少ないが、以下のシーンから都内である事を示唆している。
- shine 001扉絵にて、輝戸が東京 - 三鷹間の定期を持っている事を確認できる。
- 忍者係長が日中、スーツ姿のまま東京都台東区不忍池に行っているシーンがある。

## 他作品との関係
男爵船長
作者が『男爵校長』以前に同人誌で発表したキャラクターだが、shine 031で石原副部長の夢にて再出演を果たした。元ネタはマイケル・ムアコックの小説「エレコーゼ・サーガ」の男爵船長アルミアドとの事。
越前コンバッ太の兄弟
同作者の作品『男爵校長High!』にて、越前パトリオッ太という弟が存在する。コンバッ太は単なるサラリーマンだが、パトリオッ太は海上自衛隊の二等海士で汎用護衛艦「こなゆき」に勤務している。
同じく『シネマちっくキネ子さん』(芳文社)には、血縁関係こそ不明だが苗字と顔が同じ「越前ハリウッ太」という映画俳優が登場する。

### アルクメの製品
OKウサギ
作者のオリジナルキャラクター。『男爵校長』でグッズキャラクターとして登場後、本作のshine 009で子供と女性をターゲットにアルクメが開発したキャラクターとして再登場している。
アルクメン
「アルクメ」のマスコットキャラクター。超可動ガールズにて天乃原すばるの登場するゲーム・『ストライキング・フィストIII』にコラボ企画として特別参戦し、世界観を若干歪ませたという。
また、「まんがタウン(2018年10月号)」の月替わりコミックエッセイ特集「私の好きなラーメン」に登場している。
受け身ストヤワラ太郎
あらゆる危機から的確に受け身を取り逃れるというスマートフォン用ゲームアプリ。
ウムルとタウィルではナキールンとムンカルンがアニメを視聴しているほか、新婚のいろはさんでは新妻始が「ヤワラ太郎TCG」というカードゲームのイラストを依頼されている。

## 単行本
- ÖYSTER『光の大社員』 双葉社〈アクションコミックスまんがタウン〉、全5巻
  1. 2007年12月12日発売、ISBN 978-4-575-94135-7
  2. 2009年8月12日発売、ISBN 978-4-575-94238-5
  3. 2011年3月12日発売、ISBN 978-4-575-94312-2
「かりあげクン トリビュート増刊」に寄稿された「まるっきりかりあげクン」が特別収録されている。
  4. 2012年8月10日発売、ISBN 978-4-575-94360-3
  5. 2013年11月12日発売、ISBN 978-4-575-94395-5